# 대동학회
대동학회(大東學會)는 1907년 2월에 조직된 유교 계열의 친일단체이다.

## 개요
1907년은 대한제국 고종이 강제로 퇴위되면서 반일 여론이 급등하고, 명망 있는 유학자인 허위가 의병 연합군을 조직해 서울로 진격하는 등 유림의 조직적인 반발이 가시화된 해이다. 유교 국가였던 조선의 영향으로 유림계는 당시 전국적으로 거대한 조직을 보유하고 있었다.
일본은 유교계의 사회적인 영향력을 이용하여 친일 세력을 결집시키기 위한 목적에서 대동학회 설립 공작을 폈다. 이 단체는 일제의 의도를 간파한 이완용과 조중응, 민병석 등 거물급 친일 인물들이 전직 고위관료들을 중심으로 결성했으며, 회장으로는 신기선을 내세웠다. 대동학회 설립을 위해 이토 히로부미가 후원금 2만원을 냈고, 제1차 총회에도 참석해 연설했다. 단체 설립의 명목은 유교와 신사상, 구사상의 통합이었다.
신기선이 1909년 2월 사망하자 이용직이 회장직을 이어받았다가, 그해 10월 공자교회로 재편되었다. 당대의 신문인 《대한매일신보》에서는 대동학회의 친일 행위를 지적하고 회장인 신기선을 3대 매국노 중 한 명으로 규정한 바 있다.

## 발기인
| - 홍승목 - 서상훈 - 조중응 (법부대신) - 조중건 - 민병석 - 박제빈 | - 이응익 - 홍우석 - 정인흥 - 윤덕영 - 이용직 - 여규형 |

## 임원
- 회장 : 신기선 (초대), 이용직 (제2대)
- 부회장 : 박제빈 홍승목
- 총무 : 서상훈
- 지방총무 : 조중응

## 같이 보기
- 공자교회

## 참고자료
- 친일인명사전편찬위원회 (2004년 12월 27일). 《일제협력단체사전 - 국내 중앙편》. 서울: 민족문제연구소. 25-28쪽쪽. ISBN 8995330724.